# Far Far North
 (octobre 2022).
Albums de Einherjer
Dragons of the North Odin Owns Ye All
Far Far North est un album du groupe de viking metal Einherjer originellement proposé comme démo dès 1993/94. Il sera remixé et réédité en 1996 puis en 2000 par Necropolis.